# Andrij Sapelak
Andrij Mychajłowycz Sapelak SDB (ukr. Андрі́й Миха́йлович Сапеля́к – Andrij Mychajłowycz Sapelak, es. Andrés Sapelak, pol. także Andrzej Sapelak; ur. 13 grudnia 1919 w Ryszkowej Woli, zm. 6 listopada 2017 w Winnikach) – ukraiński duchowny Kościoła Katolickiego Obrządku Bizantyjsko-Ukraińskiego, w latach 1961-1978 biskup tytularny Sebastopolis in Thracia, w latach 1961-1968 biskup pomocniczy diecezji rzymskokatolickiej w Argentynie i wikariusz apostolski dla ukraińskich katolików w Argentynie, w latach 1968-1978 egzarcha arcybiskupi w Argentynie, a od 1978 ordynariusz eparchii Santa María del Patrocinio w Buenos Aires. 12 grudnia 1994 przeszedł na emeryturę, a później udał się na misje do Werchniodniprowśka w pobliżu Dniepropietrowska.

## Życiorys

### Młodość
Andrzej Sapelak urodził się 13 grudnia 1919 roku we wsi Ryszkowa Wola w powiecie jarosławskim jako pierwsze dziecko w ukraińskiej rodzinie. Jego rodzicami byli Mychajło Sapelak i Agata Jarosz. Miał dwóch braci: Wasyla i Jarosława oraz dwie siostry: Emilię i Marię. Ojciec jego był podoficerem w armii austriackiej. Matka zginęła 4 maja 1945 w swym domu na plebanii wraz z czterema innymi osobami zabitymi przez grupę Polaków.

### Edukacja
Po zakończeniu trzyletniej nauki w przemyskim gimnazjum, ku radości bardzo religijnych rodziców, w roku 1937 wyjechał wraz z pięcioma innymi chłopcami do Włoch i wstąpił do zakonu salezjanów. Wyższe wykształcenie uzyskał na Papieskim Ateneum Salezjańskim w Turynie (od 1973 Papieski Uniwersytet Salezjański), gdzie studiował na wydziale prawa kanonicznego. Oprócz wiedzy prawniczej uzyskał tam wiadomości z zakresu filozofii, teologii i pedagogiki. Na polecenie przełożonych włączył się w tworzenie założonego w 1951 we francuskim Lure Ukraińskiego Małego Seminarium św. Jozafata, które w 1956 zostało przeniesione do Castel Gandolfo i uzyskało rangę szkoły papieskiej. O. Andrij został rektorem tej uczelni, a funkcję tę sprawował do 1961.

### Biskup
14 sierpnia 1961 papież Jan XXIII nominował o. Andrija na biskupa tytularnego Sebastopolis in Thracia oraz biskupa pomocniczego rzymskokatolickiej archidiecezji Buenos Aires, jednocześnie powierzając mu stanowisko wikariusza apostolskiego dla ukraińskich grekokatolików w Argentynie. Uroczysta chirotonia odbyła się 15 października 1961 w czasie Boskiej Liturgii sprawowanej przez głównego konsekratora bp Iwana Buczko, a także współkonsekratorów: bp Gabriela Bukatko i bp Włodzimierza Małanczuka.
Władyka brał udział we wszystkich sesjach Soboru Watykańskiego II, a w latach 1962-1966 razem z metropolitą Amwrosijem Senyszynem, arcybiskupami Iwanem Buczko i Gabrielem Bukatko reprezentował Kościół Katolicki Obrządku Bizantyjsko-Ukraińskiego w soborowej komisji Kościołów Wschodnich.
9 lutego 1968 roku został mianowany egzarchą arcybiskupim w Argentynie. 24 kwietnia 1978 egzarchat ten został podniesiony do rangi eparchii i otrzymał nazwę: eparchia Santa María del Patrocinio w Buenos Aires. Biskup Andrij został jej pierwszym ordynariuszem.
W 1979 bp Andrij Sapelak uczynił swoim doradcą o. Mychajiła Mykyceja, który 23 czerwca 1990 został mianowany przez papieża Jana Pawła II biskupem pomocniczym ukraińskiej diecezji argentyńskiej. Biskup Andrij uczestniczył jako współkonsekrator w jego chirotonii 14 października 1990 w kościele katedralnym w Buenos Aires i powierzył nowemu biskupowi opiekę nad północnymi wikariatami eparchii.
12 grudnia 1994 bp Andrij przeszedł na emeryturę. Zarząd przejął 20 stycznia 1998 bp Mychajił, a ordynariuszem stał się 20 kwietnia 1999. Bp Andrij powrócił zaś na Ukrainę, a następnie podjął się pracy misyjnej w Werchniodniprowśku w pobliżu Dniepropietrowska, gdzie do jego przyjazdu większość wiernych należała do Ukraińskiego Kościoła Prawosławnego Patriarchatu Moskiewskiego. Hierarcha zakupił dwie chaty, z których jedną przeznaczył na swoją rezydencję, a drugą na cerkiew greckokatolicką.

## Poglądy
Biskup Andrij Sapelak był przeciwnikiem stosowania terminu "greckokatolicki" w odniesieniu do Kościoła sui iuris, którego jest członkiem. Podkreślał, że słowo to nie występuje w jego księgach liturgicznych, a także że pochodzi ono od Austriaków. Zamiast tego proponował nazwę Православна Соборна Церква (Prawosławny Kościół Powszechny), gdyż słowo "prawosławny" jest wypowiadane w czasie każdej Boskiej Liturgii. Ponadto radzi określać tenże Kościół terminem "kijowski", a nie "ukraiński", gdyż jego zdaniem ten pierwszy termin rodzi mniej nieporozumień, a także może pomóc w zjednoczeniu prawosławnych mieszkających na Ukrainie, a sztucznie podzielonych.
Władyka twierdził, że poważnym problemem, przed jakim stoi Kościół katolicki obrządku bizantyjsko-ukraińskiego jest kwestia żonatych księży. Uważał on, że nie mogą się całkowicie poświęcić pracy duszpasterskiej, 80% czasu przeznaczając dla rodziny.

## Publikacje
- Українці в Аргентині – Ukrajinci w Arhentyni (Buenos Aires, 1963)
- Українська церква на II Ватиканському Соборі – Ukrajinśka Cerkwa na II Watykanśkomu Sobori (Rzym, 1967)
- Отець Степан Вапрович – Otec Stepan Baprowycz (Rzym, 1970)
- Отець Іван Сенишин – Otec Iwan Senyszyn (Lwów, 1997)
- Київська церква на Слов'янському Сході – Kyjiwśka Cerkwa na Słowianśkomu Schodi (Lwów, 1999)
- Україна крізь віки. Релігійно церковний аспект – Ukrajina kriz wiky: relihijno-cerkownyj aspekt (Lwów: Czerwona Kalyna, 2006)